# Malvina Heng
Malvina Fort-Heng est une joueuse internationale française de rink hockey née le 17 août 1988.

## Palmarès
En 2014, elle est participe au championnat du monde.